# バルーンアート
バルーンアート - Balloon art（アートバルーン）は風船（バルーン）を用いて造成物をつくる行為である。
主にバルーンモデリングかバルーンデコレーションを指す。

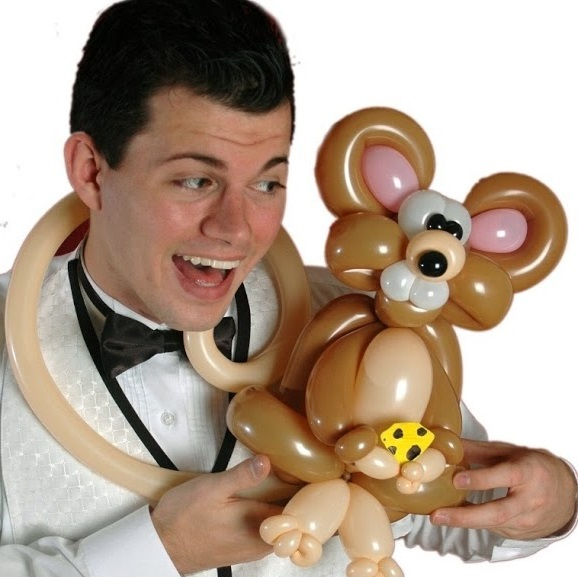
ツイスト・バルーンをするアーティスト

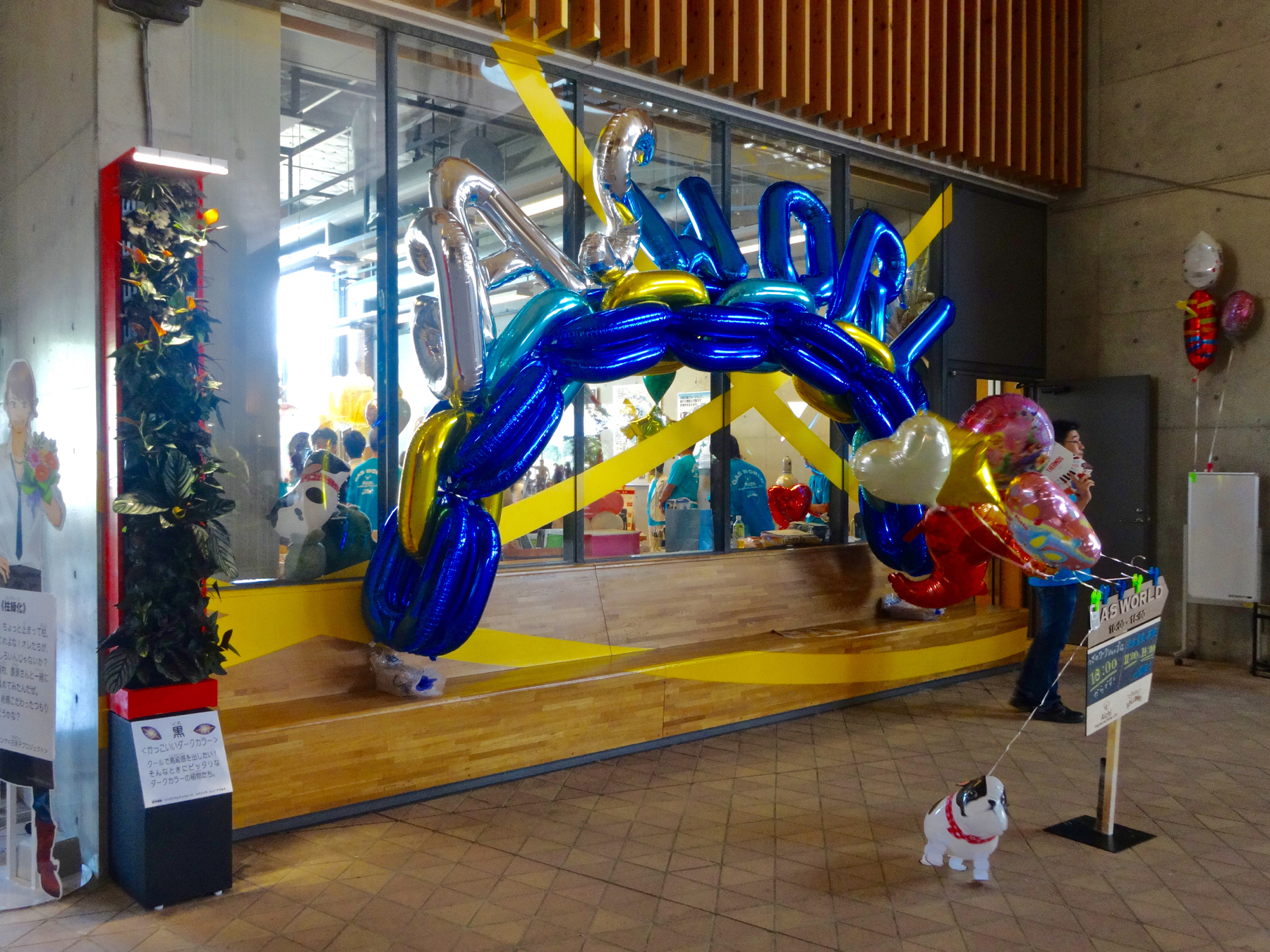
バルーンゲート

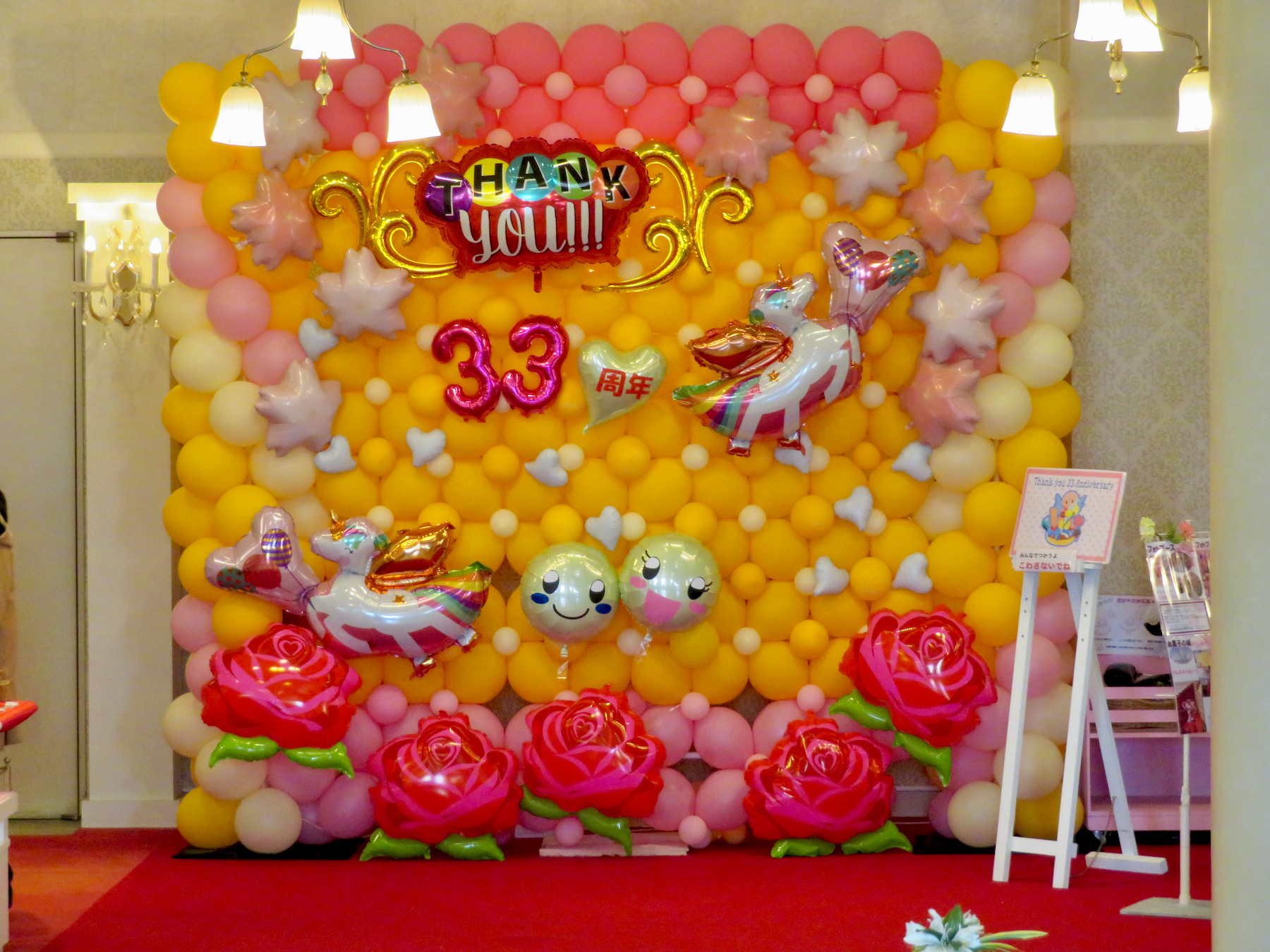
バルーンウォール

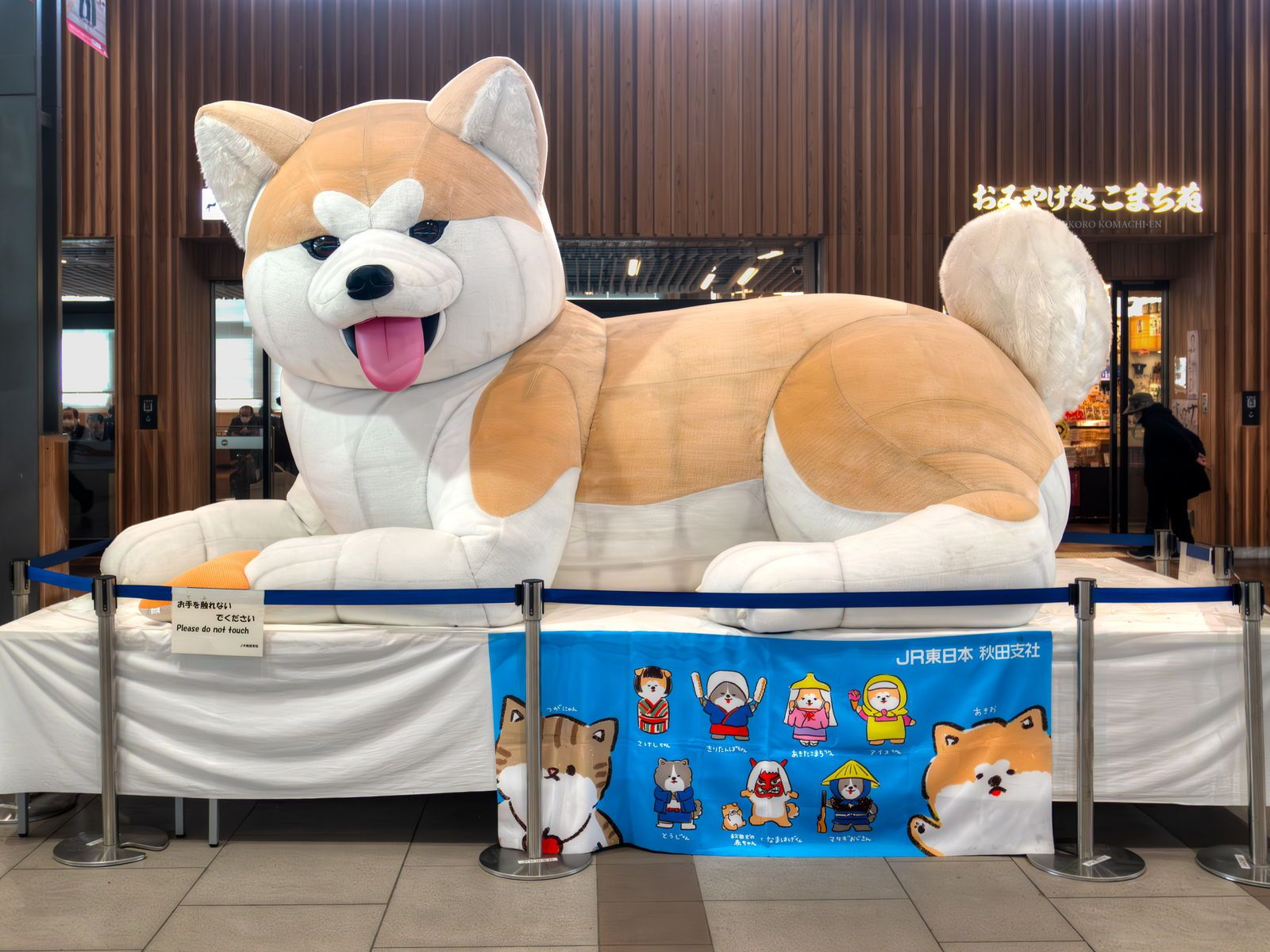
巨大バルーン

## バルーンデコレーション
ゴム風船等を複数個つなげて造成物をつくる。以下に主な例を示す。

### バルーンブーケ

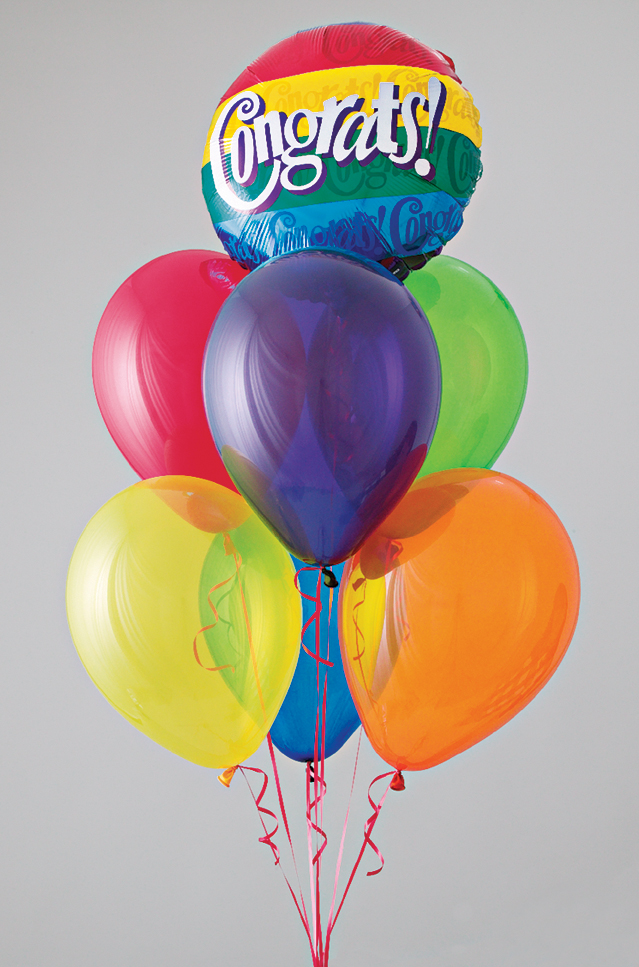
バルーンブーケの一例

複数のヘリウム入り風船を花束（ブーケ）のように束ねて形成した装飾である。イベント会場や店舗のディスプレイ、結婚披露宴の卓上装飾に用いられたりする。
直接装飾に用いられるほか、贈答品として用いられることもあり、祝賀や各種行事などのテーマに合わせてアレンジが行われる。
贈答品の場合は、バルーンショップなどの専門店で通信販売されることが多い。この場合、大型の箱に入れられて配送されるが、輸送途中の損傷を防止するため、膨らませたゴム風船は通信販売の対象にならなかったり、マイラーバルーンでも故意にガス圧を落としたものを搬入し、補充用のスプレー式ヘリウムガスを同梱したりするなどの対策が採られることがある。

### バルーンコラム
複数の風船を柱（コラム）状に形成した装飾である。イベント会場や店舗の入口の両脇に設置することが多い。
コラムの形成には、
- 浮揚力の強い1個のヘリウム入り風船（3フィートサイズのゴム風船やゴム気球など）に長めのリボンをつけてもう一端を地面に固定し、そのリボンに他の複数の風船を結び付けて形成するもの。
- 地面に垂直に立てて固定した棒に風船を結び付けることにより形成するもの。

などがある。

### バルーンアーチ

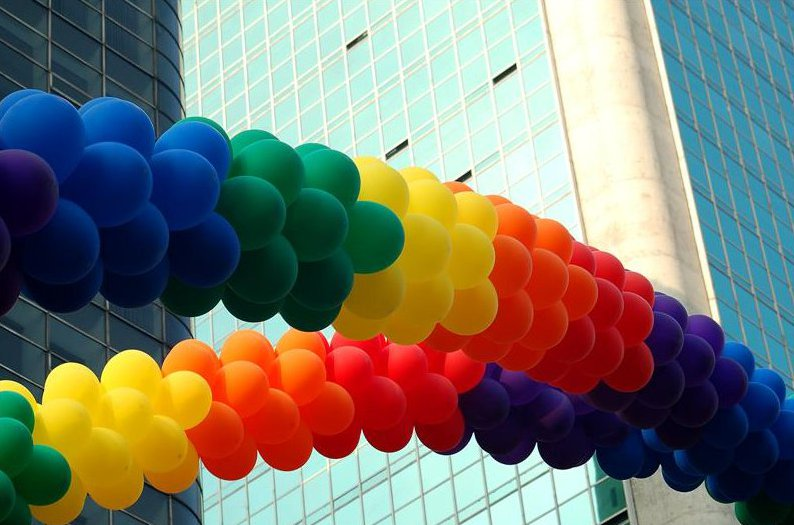
バルーンアーチの一例

複数の風船をアーチ状に形成した装飾である。イベント会場の入口や結婚披露宴における高砂の背後などに用いることがある。
アーチの形成には、
- 1本の糸上にヘリウム入り風船を等間隔に結び、その糸の両端を地面に固定して、ヘリウム風船の浮揚力を使ってアーチを形成するもの。
- 予めアーチ状に形成された棒に風船を結び付けることにより形成するもの。
- 「リンコルーン」など、風船どうしを数珠つなぎにできる専用の風船を用いて形成するもの。

などがある。

### バルーンシーリング
複数のヘリウム入りゴム風船を天井に揚げて敷き詰めるなどした装飾である。色違いの風船を組み合わせて模様を描いたりすることもある。また、結婚披露宴で行った場合は、宴会後、来場客が自由に風船を持ち帰れるようにすることもある。　ちなみに「シーリングバルーン」は気象観測で上空の雲の高さを観測する測雲気球のことである。

## バルーンモデリング
細長い風船（ツイストバルーン、ペンシルバルーン、マジックバルーン、工作バルーン）をひねる等を行う事で生き物等の造成物をつくる。

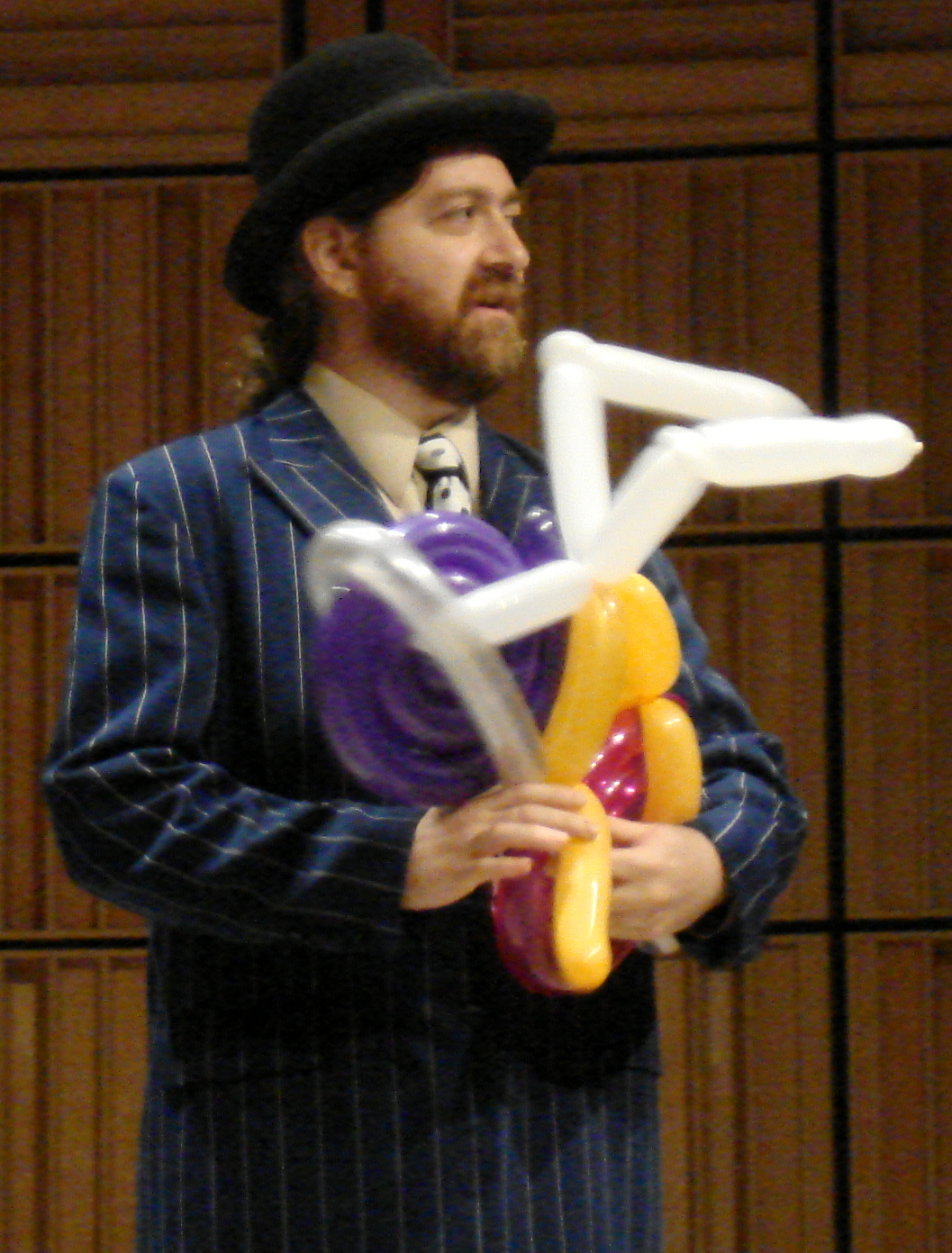
バルーンモデリングを行う芸人（写真はバルーンアーティストのLarry Moss）
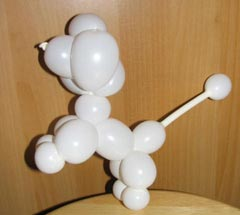
ツイスト・バルーンによるバルーンモデリングの一例